# Timo Soini

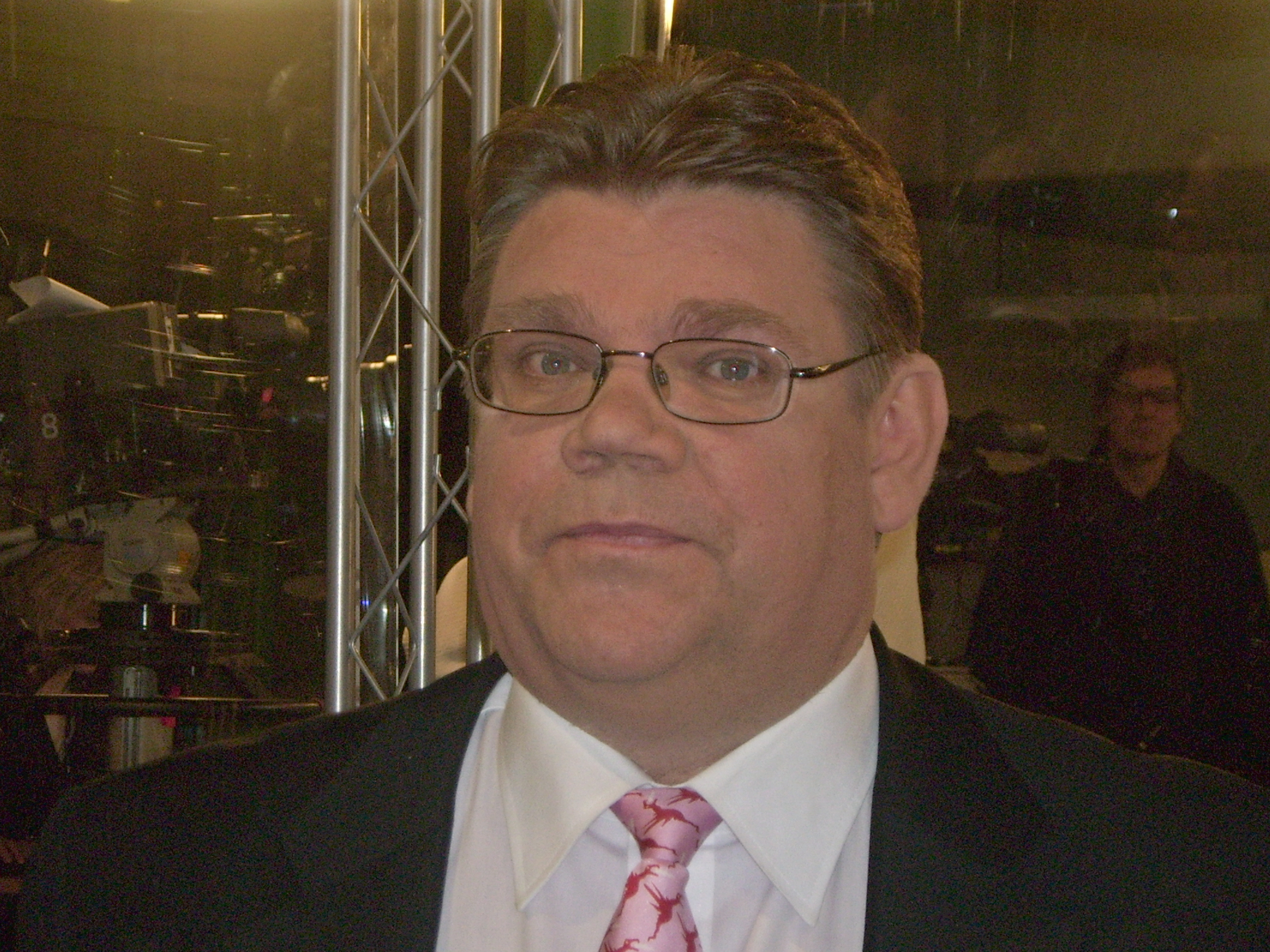
Timo Soini

Timo Juhani Soini (* 30. Mai 1962 in Rauma) ist ein finnischer Politiker.  
Er ist Mitbegründer der Partei Basisfinnen, dessen Vorsitzender er bis 2017 war. Nach einem Rechtsruck der Partei im Juni 2017 wechselte er zur Blauen Zukunft, eine neugegründete Abspaltung der Basisfinnen. Seit der Parlamentswahl in Finnland 2011 hält er einen Sitz im finnischen Parlament. Zuvor war er seit 2000 Mitglied des Stadtrats von Espoo und 2009 bis 2011 Mitglied des Europäischen Parlaments. Vom 29. Mai 2015 bis 6. Juni 2019 war Soini Außenminister im Kabinett von Ministerpräsident Juha Sipilä, dessen Stellvertreter er bis Juni 2017 auch war.

## Biographie
Timo Soini wurde 1962 als Sohn von Martti Olavi Soini und dessen Frau Eeva Sisko (Soini) geboren. Nachdem er die das Gymnasium Kaitaan lukio in Espoo abgeschlossen hatte, studierte er ab 1981 Politikwissenschaft an der Universität Helsinki. 1988 schloss er hier sein Studium mit einer Abhandlung über den Populismus als Magister der Sozialwissenschaften ab.
Soini war Mitglied und von 1992 bis 1995 Generalsekretär der Suomen maaseudun puolue, die 1995 in der neu gegründeten Partei Basisfinnen (Perussuomalaiset, PerusS) aufging. 1997 wurde Soini Nachfolger von Raimo Vistbacka als Parteipräsident. Bei den Wahlen zum finnischen Staatspräsidenten 2006 erreichte Soini als Kandidat seiner Partei 3,4 Prozent und schnitt damit am fünftbesten der acht Kandidaten ab. Im Februar 2009 gab Soini seine Mitgliedschaft in der paneuropäischen Organisation Libertas bekannt, die den Vertrag von Lissabon ablehnt. Durch die Mitgliedschaft Soinis erfüllte Libertas vorübergehend die notwendigen Kriterien, um als europäische politische Partei anerkannt zu werden. 2012 kandidierte er erneut für die Basisfinnen für das Amt des finnischen Präsidenten. Mit 9,4 % kam er auf den vierten Platz.
Politisch setzt sich Soini für die Bewahrung der finnischen Souveränität ein, was in seinen Augen einen Austritt aus der Europäischen Union einschließt. Ebenso hat sich Soini gegen einen NATO-Beitritt Finnlands und für eine restriktive Asylpolitik ausgesprochen.
Timo Soini ist römisch-katholisch, eine Ausnahmeerscheinung im überwiegend lutherischen Finnland. Nach seinem Bekunden führten Besuche und persönliche Kontakte im katholischen Irland zu seiner Konversion.
Im März 2017 erklärte Soini, dass er sich nicht nochmal um das Amt des Parteivorsitzenden bewerben möchte. Durch die Wahl von Jussi Halla-aho zum Vorsitzenden erlitten die Basisfinnen einen Rechtsruck, welcher in einer Regierungskrise endete. Im Juni erklärten 20 Parlamentsabgeordnete, darunter auch Soini, die Abspaltung von den Basisfinnen und gründeten die Partei Blaue Zukunft.
Timo Soini ist seit 1996 mit der Ärztin Tiina Maarit Soini verheiratet. Das Paar hat zwei Kinder.